# Night of Champions 2023
Night of Champions 2023 è la decima edizione dell'omonimo pay-per-view di wrestling prodotto dalla WWE. L'evento si è svolto il 27 maggio 2023 al Jeddah Superdome di Gedda (Arabia Saudita) ed è stato trasmesso in diretta su Peacock negli Stati Uniti e sul WWE Network nel resto del mondo.
Questa edizione dell'evento, la prima dopo otto anni, ha visto l'introduzione di un nuovo titolo: il World Heavyweight Championship.

## Storyline
Nella puntata di Raw del 24 aprile, il CCO Triple H annunciò la creazione di un nuovo World Heavyweight Championship per il roster di Raw, dopo che l'Undisputed WWE Universal Champion Roman Reigns venne selezionato a SmackDown per effetto dell'annuale Draft, sancendo poi un torneo a dodici uomini per decretare il campione inaugurale a Night of Champions. Nella puntata di Raw dell'8 maggio, si svolsero due triple threat match di qualificazione, dai quali emersero vincitori Seth Rollins e Finn Bálor, col primo che sconfisse poi il secondo in un ulteriore match singolo per avanzare in finale. Anche nella puntata di SmackDown del 12 maggio si svolsero due triple threat match di qualificazione, nei quali prevalsero Bobby Lashley e AJ Styles, con quest'ultimo che trionfò poi sul primo per qualificarsi alla finale.
A Backlash, Cody Rhodes sconfisse Brock Lesnar. Nella puntata di Raw dell'8 maggio, Rhodes partecipò al torneo per l'assegnazione del World Heavyweight Championship, ma perse un triple threat match a favore di Finn Bálor, e che comprendeva anche The Miz, a causa dell'interferenza di Lesnar, che lo attaccò impedendogli di vincere l'incontro. Un rematch tra i due fu dunque sancito per Night of Champions.
A WrestleMania 39, Kevin Owens e Sami Zayn batterono gli Usos e conquistarono l'Undisputed WWE Tag Team Championship, mantenendolo poi con successo nella rivincita della puntata di SmackDown del 28 aprile. A Backlash, gli Usos e Solo Sikoa prevalsero su Owens, Zayn e Matt Riddle in un six-man tag team match, con Sikoa che ottenne lo schienamento decisivo ai danni di Riddle. Nella puntata di SmackDown del 12 maggio, l'Undisputed WWE Universal Champion Roman Reigns elogiò Sikoa per la vittoria, ma rimproverò gli Usos per aver perso i titoli di coppia e per non essere riusciti a riconquistarli, deludendo le sue aspettative. Ciò portò Paul Heyman ad annunciare che, invece degli Usos, sarebbero stati proprio Reigns e Sikoa ad affrontare i due canadesi per i titoli a Night of Champions.
Nella puntata di Raw del 15 maggio, Mustafa Ali vinse una battle royal dopo aver eliminato per ultimi Bronson Reed e Ricochet, diventando così lo sfidante all'Intercontinental Championship di Gunther.
A WrestleMania 39, Bianca Belair difese con successo il Raw Women's Championship contro Asuka e nella puntata di SmackDown del 12 maggio, le due ebbero un confronto verbale, che culminò quando Asuka sputò il green mist in faccia alla sua avversaria. Un rematch tra le due con in palio il titolo fu dunque sancito per Night of Champions.
Nella puntata di Raw dell'8 maggio, Rhea Ripley mantenne lo SmackDown Women's Championship contro Dana Brooke, attaccandola una volta finito l'incontro. Ciò portò Natalya ad accorrere in aiuto di Brooke, salvandola dal pestaggio. La settimana successiva, Natalya e Ripley ebbero un duro confronto verbale, portando quindi all'annuncio di un match tra le due con in palio il titolo a Night of Champions.
Nella puntata di Raw del 10 aprile, Becky Lynch e Trish Stratus, quest'ultima sostituta dell'infortunata Lita, persero il Women's Tag Team Championship a favore di Liv Morgan e Raquel Rodriguez. Al termine dell'incontro, Stratus attaccò Lynch alle spalle, effettuando un turn heel. La settimana successiva, Stratus, dopo aver ammesso di aver attaccato Lita nel backstage, rendendola impossibilitata a combattere, disse di aver perso di proposito i titoli poiché gelosa della sua popolarità. Dopo settimane di scontri verbali, fu annunciato un match per Night of Champions.

## Risultati
| # | Match                                                                                   | Stipulazioni                                              | Durata |
| - | --------------------------------------------------------------------------------------- | --------------------------------------------------------- | ------ |
| 1 | Seth Rollins ha sconfitto AJ Styles                                                     | Single match per il World Heavyweight Championship        | 20:40  |
| 2 | Trish Stratus ha sconfitto Becky Lynch                                                  | Single match                                              | 14:50  |
| 3 | Gunther (c) ha sconfitto Mustafa Ali                                                    | Single match per il WWE Intercontinental Championship     | 8:35   |
| 4 | Asuka ha sconfitto Bianca Belair (c)                                                    | Single match per il WWE Raw Women's Championship          | 15:00  |
| 5 | Rhea Ripley (c) (con Dominik Mysterio) ha sconfitto Natalya                             | Single match per il WWE SmackDown Women's Championship    | 1:10   |
| 6 | Brock Lesnar ha sconfitto Cody Rhodes per KO tecnico                                    | Single match                                              | 9:40   |
| 7 | Kevin Owens e Sami Zayn (c) hanno sconfitto Roman Reigns e Solo Sikoa (con Paul Heyman) | Tag team match per l'Undisputed WWE Tag Team Championship | 26:25  |